# Епархия Янгстауна

Герб епархии Янгстауна

Епархия Янгстауна (лат. Dioecesis Youngstoniensis) — епархия Римско-Католической церкви с центром в городе Янгстаун, США. Епархия Янгстауна входит в митрополию Цинциннати. Кафедральным собором епархии Янгстауна является собор святого Колумбы.

## История
15 мая 1943 года Римский папа Пий XII издал буллу «Ad animarum bonum», которой учредил епархию Янгстауна, выделив её из епархии Кливленда.

## Ординарии епархии
- епископ James Augustine McFadden (2.06.1943 — 16.11.1952);
- епископ Эммет Майкл Уолш[англ.] (16.11.1952 — 16.03.1968);
- епископ James William Malone (29.01.1966 — 5.12.1995);
- епископ Томас Джозеф Тобин[англ.] (05.12.1995 — 31.03.2005 — назначен епископом Провиденса);
- епископ George Vance Murry (30.01.2007 — 5.06.2020, до смерти);
- епископ Дэвид Джозеф Боннар[англ.] (17.11.2020 — по настоящее время).

## Источник
- Annuario Pontificio, Libreria Editrice Vaticana, Città del Vaticano, 2003, ISBN 88-209-7422-3
- [http://www.vatican.va/archive/aas/documents/AAS%2035%20%5B1943%5D%20-%20ocr.pdf  Булла Ad animarum bonum, AAS 35 (1943), стр. 385  (лат.)